# Аласан Н'Диайе
Аласан Н'Диайе (на френски език - Alassane N'Diaye) е френски футболист, полузащитник.

## Кариера
Дебютира за Кристъл Палас през август 2009 г., и отбелязва първия си гол за орлите при победа над Уест Бромич Албиън.
През ноември 2011 г. подписва краткосрочен договор с Барнет. Вместо да получи титулярно място е оставен резерва през целия сезон. През май 2012 г. договорът му изтича и е освободен.
През октомври 2012 г., подписва с Хаес и Единг от южната конференция на Англия.
Привлечен е в Локомотив (Пловдив) през лятото на 2013 г.

## Статистика по сезони
| Сезон   | Отбор          | Първенство | Мачове | Голове |
| ------- | -------------- | ---------- | ------ | ------ |
| 2013/14 | Локомотив (Пд) | А група    | 32     | 4      |
| 2014/15 | Берое (СтЗ)    | А група    | 0      | 0      |